# Anneliese Schuh-Proxauf
Anneliese Schuh-Proxauf (* 10. März 1922 in Innsbruck als Anneliese Proxauf; † 17. November 2020 ebenda) war eine österreichische Skirennläuferin. Sie feierte zahlreiche Siege in internationalen Rennen, nahm einmal an Olympischen Spielen und dreimal an Weltmeisterschaften teil und wurde viermal Österreichische Meisterin. Nach ihrer skisportlichen Karriere erzielte sie im Tennis und im Segelflug weitere Erfolge. Zusammen mit ihrem Ehemann gründete sie 1958 ein Flugunternehmen.

## Biografie
Wie ihre ein Jahr ältere Schwester Rosemarie kam Anneliese Proxauf durch ihre skibegeisterten Eltern zum Skisport. Die Geschwister besuchten nach Eröffnung der Nordkettenbahn die Skischule auf der Seegrube, deren Leiter ihr erster Trainer wurde. Das erste Rennen absolvierten sie 1933 beim Jugendskitag des Alpenvereines. Anneliese Proxauf erzielte in der zweiten Hälfte der 1930er-Jahre erste Erfolge im Nachwuchsbereich, wurde aber schon in ihrer Jugend mehrmals durch Verletzungen zurückgeworfen. Nach dem Anschluss Österreichs für das Deutsche Reich startend, feierte die damals 18-Jährige, die 1940 maturiert und ein Wirtschaftsstudium an der Universität Innsbruck begonnen hatte, ihre ersten großen Erfolge bei den Weltmeisterschaften 1941 in Cortina d’Ampezzo, als sie drei Bronzemedaillen in der Abfahrt, im Slalom und in der Kombination gewann. Diese Medaillen wurden jedoch vom Internationalen Skiverband bei dessen 16. Kongress, der vom 27. bis 31. August 1946 in der Pyrenäenstadt Pau stattgefunden hat, für ungültig erklärt, da viele Nationen aufgrund der politischen Umstände nicht an der WM teilnehmen konnten bzw. durften.
Als nach Ende des Zweiten Weltkrieges wieder Skiwettkämpfe stattfanden, zählte Anneliese Schuh-Proxauf, wie sie nach ihrer Heirat mit Max Schuh hieß, zur österreichischen Spitze. Im Winter 1946 gewann sie jeweils Abfahrt, Slalom und Kombination beim Goldenen Ring und der Silberkugel von Seefeld sowie bei den Hahnenkammrennen in Kitzbühel. Außerdem gewann sie 1946 die Kombination des österreichischen Ländertreffens in Seefeld. Nachdem sie im Winter 1947 verletzungsbedingt an keinen Wettkämpfen teilgenommen hatte, folgten 1948 Siege in der Abfahrt des Arlberg-Kandahar-Rennens in Chamonix; in Abfahrt, Slalom und Kombination von Sölden; in Slalom und Kombination von St. Anton sowie in Slalom, Riesenslalom und Kombination von Seefeld. Auch bei den österreichischen Meisterschaften 1948 in Bad Hofgastein gewann sie den Slalom und die Kombination und wurde Zweite in der Abfahrt. Bei den Olympischen Winterspielen 1948 konnte sie diese Leistungen allerdings nicht zeigen. Durch eine schwere Verletzung (Schädelbasiseinriss) beeinträchtigt blieb sie als Sechste im Slalom, Siebte in der Kombination und 17. in der Abfahrt deutlich hinter den Medaillenrängen.
Im Winter 1949 blieben größere Erfolge weitgehend aus, da sie sich vorwiegend auf ihre Promotion konzentrierte. Sie gewann lediglich eine Kombinationswertung in der Türkei und wurde in Grindelwald jeweils Zweite in der Abfahrt und der Kombination. Bei den österreichischen Meisterschaften 1949 in Villach belegte sie zeitgleich mit Resi Hammerer den ersten Platz im Slalom und jeweils hinter Hammerer zwei zweite Plätze in Abfahrt und Kombination. Im Winter 1950 siegte Schuh-Proxauf auf der Marmolata. Weitere Podestplätze erzielte sie mit den drei zweiten Plätzen in Slalom, Abfahrt und Kombination von St. Anton. Infolge einer Erkältung litt sie bei den Weltmeisterschaften 1950 in Aspen unter einem Stirnhöhlenempyem. Dennoch erzielte sie jeweils Platz vier im Slalom und in der Abfahrt sowie Rang fünf im Riesenslalom, womit sie die Medaillenränge zweimal nur um wenige Zehntelsekunden verpasste.
Am 13. Januar 1951 feierte Schuh-Proxauf wieder zwei bedeutende Siege im Slalom und in der Kombination der SDS-Rennen in Grindelwald (in der Abfahrt am 12. Januar hatte sie Rang 3 belegt). Es hatte allerdings Probleme mit der Zeitnehmung im ersten Slalomdurchgang gegeben, hätte diesen wiederholen sollen, was sie ablehnte und sie trat danach zum Riesenslalom am 14. Januar nicht mehr an. Zweite Plätze erzielte sie unter anderem in den Slaloms von Seefeld und Oslo. Im nächsten Winter hatte sie – abgesehen von zwei dritten Plätzen in Abfahrt und Riesenslalom sowie dem Sieg in der Kombination bei den österreichischen Meisterschaften – kaum vordere Platzierungen vorzuweisen. Bei den Olympischen Winterspielen 1952 kam sie nicht zum Einsatz, denn nach dem Riesenslalom wurde die Aufstellung für die Abfahrt geändert und sie nicht berücksichtigt, worauf sie Oslo vorzeitig verließ.
 Nach dem Winter 1953, in dem sie im Slalom und im Riesenslalom im Vall de Núria sowie im Riesenslalom der österreichischen Meisterschaften in Igls noch drei Podestplätze erreicht hatte, beendete Anneliese Schuh-Proxauf im Alter von 31 Jahren ihre internationale Karriere im Skirennsport, trat aber drei Jahre später bei den österreichischen Meisterschaften 1956 nochmals in Erscheinung.

Weiterhin sportlich aktiv blieb sie im Tennis. (Sie wird bereits in einer Rangliste 1951 erwähnt, jedoch wegen zu wenig Spielen gab es für sie keine Wertung.) Sie wurde mehrfache Tiroler Meisterin sowie Österreichische Vizemeisterin und gewann 1955 ein Turnier in Nizza, worauf sie im selben Jahr bei den Wimbledon Championships antreten konnte.

### Nach der Ski-Karriere
Schuh-Proxauf arbeitete in der elterlichen Textilfirma, erwarb 1956 die Motorflug-Privatpilotenlizenz und später den Segelflugschein. Zusammen mit ihrem 2008 verstorbenen Gatten Max Schuh gründete sie 1958 das Bedarfsflugunternehmen Aircraft Innsbruck, welches 1977 als erstes privates Flugunternehmen die Linienberechtigung erhielt. Die wichtigste Flugverbindung wurde damals zwischen Innsbruck und Wien geschaffen. 1978 verkauften sie ihr Flugunternehmen an Gernot Langes und Christian Schwemberger-Swarovski. Daraus entstand die Fluglinie Tyrolean. 1960 stellte Schuh-Proxauf mit einer absoluten Höhe von 7170 Metern einen österreichischen Rekord im Segelflug auf. Ebenso erflog sie einen österreichischen Rekord mit 6400 Metern relativem Höhengewinn und den österreichischen Streckenrekord über 326 Kilometer mit Rückflug in der Zeit von 6 Stunden und 15 Minuten. Sie erflog sich somit als erste Frau in Österreich „Gold C mit zwei Diamanten“.
Im November 2017, im Alter von 95 Jahren, wurde Schuh-Proxauf mit dem Verdienstkreuz des Landes Tirol für ihre Verdienste um den Sport, die Wirtschaft und den Tourismus ausgezeichnet.